# 孫聰 (正德進士)
孫聰（1473年—1536年），字用晦，號夷菴，直隸大名府開州人，軍籍，明朝政治人物。

## 生平
弘治十四年（1501年）辛酉科順天府鄉試第一百一十四名舉人。正德六年（1511年）中式辛未科會試第三百三十八名，登第三甲第一百五十名進士。授合肥知縣，升户部山西司主事，歷员外郎、郎中，嘉靖二年（1523年）任陝西平涼府知府。調補庆阳知府，擢四川按察司副使。

## 家族
曾祖孫禮；祖父孫英；父孫盛，曾任三原縣訓導，赠承德郎、戶部山西司主事，加贈中憲大夫、慶陽府知府。母郭氏，封太安人，加贈恭人。慈侍下。兄孫憲，早卒；弟孫愚。侄子孫國，嘉靖十四年乙未進士。